# Данбар (Западна Вирџинија)
Данбар (енгл. Dunbar) град је у америчкој савезној држави Западна Вирџинија.

## Демографија
По попису из 2010. године број становника је 7.907, што је 247 (-3,0%) становника мање него 2000. године.
| Група             | 2000.         | 2010.         |
| Белци             | 6.962 (85,4%) | 6.498 (82,2%) |
| Афроамериканци    | 874 (10,7%)   | 966 (12,2%)   |
| Азијати           | 147 (1,8%)    | 138 (1,7%)    |
| Хиспаноамериканци | 45 (0,6%)     | 79 (1,0%)     |
| Укупно            | 8.154         | 7.907         |